# Спасское (Кролевецкий район)
Спа́сское (укр. Спаське; с 1922 по 2016 г. Ле́нинское) — село, Спасский сельский совет, Кролевецкий район, Сумская область, Украина.
Код КОАТУУ — 5922685101. Население по переписи 2001 года составляло 1229 человек.
Является административным центром Спасского сельского совета, в который, кроме того, входят сёла
Лапшино и
Любитово.

## Географическое положение
Село Спасское находится в 4-х км от правого берега реки Сейм,
Между селом и рекой большой массив ирригационных каналов.
По селу протекает несколько пересыхающих ручьёв с запрудами.
Рядом проходит автомобильная дорога М-02 (E 101).

## История
- Поблизости села Спасского обнаружены поселения: в урочище Подол — бронзового века и раннего средневековья, в урочище Наталин Песок — раннего железного возраста и раннего средневековья, а в урочище Лобанова Гора — городище времен Киевской Руси. Неподалёку от с. Любитово обнаружены поселение и безкурганный могильник бронзового, раннего железного века и развитого средневековья.
- Первоначальное название села — Спасское Поле. После Деулинского перемирия было передано П. Писочинскому.
- После Национально-освободительной войны 1648—1654 гг. под предводительством Богдана Хмельницкого стало свободным казацким поселением. Позже село стало владением Батуринского Крупицкого монастыря.
- В XVIII веке переименовано в село Спасское.
- В 1922 году переименовано в село Ленинское.
- В 2016 году переименовано в село Спасское.

## Экономика
- Молочно-товарная ферма.
- «Ленинское», ЧП.

## Объекты социальной сферы
- Школа.
- Детский сад.
- Дом культуры.

## Достопримечательности
В селе находится геологический памятник природы «Спасские валуны», а также ботанический памятник природы «Аллея писателей». Аллея, посвященная памяти выдающихся русских и украинских писателей, созданная из деревьев, завезенных из мест их длительного пребывания.
Свято-Успенская церковь
Южнее села Спасское расположены горы, популярные у дельтапланеристов.